# Liberazione del Belgio
La liberazione del Belgio dall'occupazione tedesca fu completata il 4 febbraio 1945. L'operazione iniziò il 2 settembre 1944 dopo quattro anni di governo tedesco. Il governo belga tornò al potere l'8 settembre 1944, dopo che le forze alleate liberarono Bruxelles.

## Inizia l'operazione
La liberazione iniziò con l'avanzata verso est della 21st Army Group dalla sacca di Falaise: la 2ª divisione canadese entrò in Belgio il 2 settembre.
La sera del 2 settembre Brian Horrocks informò gli ufficiali della Divisione Corazzata della Guardia a Douai che il loro obiettivo per il giorno successivo sarebbe stato conquistare Bruxelles, 110 km più a est. La divisione subì delle perdite durante l'avanzata in Belgio, ma con i tedeschi ancora allo sbando dopo la sconfitta a Falaise, la Household Cavalry britannica sul fianco sinistro e i Grenadier Guards a destra aprirono la strada con le guardie gallesi e irlandesi che seguivano da vicino. Le guardie gallesi sbarcarono e si unirono alla battaglia il 4 settembre fronteggiando una resistenza minima.
La seconda armata britannica conquistò Anversa il 4 settembre, città portuale sul fiume Schelda, nel nord del Belgio, vicino ai Paesi Bassi. Nei giorni e nelle settimane seguenti, la battaglia della Schelda causò molte vittime per il controllo del porto di Anversa, primo porto ad essere catturato dagli Alleati in condizioni quasi perfette. Il 6 settembre, la 4ª divisione corazzata canadese varcò il confine con il Belgio e conquistò le zone intorno a Ypres e Passchendaele.

## Il canale di Gand
Tra il 9 e il 11 settembre, la 1ª divisione corazzata polacca tentò di prendere il controllo del canale di Gand, subendo però pesanti perdite per la feroce resistenza incontrata. Più a monte del fiume, 5 km a sud di Bruges, la 4ª divisione corazzata canadese lanciò l'offensiva il 8 settembre e sfondò due giorni dopo, dopo essere stata colpita da pesanti colpi di mortaio.

## Le Ardenne
La prima armata degli Stati Uniti, sotto il comando del generale Courtney Hodges, conquistò le aree a sud di Bruxelles all'inizio del settembre 1944. Le unità statunitensi furono distribuite dal sud di Liegi, attraverso le Ardenne e in Lussemburgo, lasciando la linea difensiva leggermente rafforzata. Tra settembre e dicembre, la foresta delle Ardenne fu il "settore tranquillo": gli americani usarono quest'area per far riposare le unità più stanche.
Adolf Hitler lanciò l'ultima offensiva tedesca del fronte occidentale il 16 dicembre, nota come la battaglia delle Ardenne. L'intenzione fu di attraversare la foresta delle Ardenne con la 6ª divisione Panzer per avanzare e catturare la città costiera di Anversa. Secondo i piani, la 5ª Armata Panzer, sotto il generale tedesco Hasso von Manteuffel, doveva attaccare le forze statunitensi nella regione, e la 7ª Armata tedesca doveva attaccare a sud per tagliare i rifornimenti e creare una zona cuscinetto.
La mattina del 16 dicembre, un bombardamento di artiglieria tedesca di due ore diede inizio all'attacco, c'era nebbia e gli alleati non poterono usare la loro superiorità aerea per rifornire le unità di terra. Il 18 dicembre, dopo aver avanzato di 97 chilometri in due giorni, i tedeschi raggiunsero un punto di stallo. Seguirono feroci combattimenti, terminati a metà gennaio quando le unità di carri armati tedeschi iniziarono a rimanere senza carburante. La battaglia si concluse con i tedeschi in ritirata.
Complessivamente, 600 000 soldati statunitensi furono coinvolti nella battaglia, rendendola la più grande battaglia di terra che l'esercito americano abbia mai combattuto: 81 000 soldati americani furono uccisi o feriti, mentre le stime delle vittime tedesche vanno da 67 675 a 125 000 tra morti, feriti e dispersi.